# Mont Paradís
Mont Paradís és una urbanització al terme municipal de Bigues i Riells, al Vallès Oriental. Es troba a l'extrem de llevant del Rieral de Bigues, just darrere -nord-est- del Centre d'atenció primària (CAP) del poble de Bigues. És al nord-oest de les masies de Can Flixer i de Can Pruna Vell, i al nord-est de Can Vedell, el CEIP El Turó i el Pavelló Esportiu Municipal, en el vessant meridional del Turó. El 2020, a l'antiga «casa del Metge» s'hi va instal·lar la seu dels serveis socials del municipi.
És un dels típics noms de propaganda, amb la qual el promotor vol crear la impressió que el nou barri és «un racó del cel transplantat a aquest món», en lloc de respectar tòponims històrics, com ho serien Can Flixer o Can Pruna Vell.